# نووفیودوروفسکویه
نووفیودوروفسکویه (انگلیسی: Novofyodorovskoye) یک شهرک در شهرستان استرلیتاماکسکی استان باشقیرستان کشور روسیه است.